# Warut Boonsuk
Warut Boonsuk (thailändisch วรุตม์ บุญสุข, * 23. August 1997 in Roi Et), auch als Rut (thailändisch รุตม์) bekannt, ist ein thailändischer Fußballspieler.

## Karriere
Warut Boonsuk erlernte das Fußballspielen in der Jugendmannschaft des Erstligisten Bangkok Glass in Pathum Thani. Hier unterschrieb er 2015 auch seinen ersten Profivertrag. Bei Bangkok Glass, dem heutigen BG Pathum United FC stand er bis 2019 unter Vertrag. Für BG absolvierte er bis 2018 15 Spiele in der ersten Liga, der Thai League. Die Hinserie 2019 wurde er an den Erstligisten Chiangmai FC nach Chiangmai ausgeliehen. Für Chiangmai stand er achtmal auf dem Spielfeld. Die Rückserie 2019 erfolgte eine Ausleihe zum Zweitligisten Ayutthaya United FC. 14 Mal spielte er für den Verein aus Ayutthaya in der zweiten Liga, der Thai League 2. 2020 unterschrieb er einen Vertrag bei seinem ehemaligen Verein, dem Erstligaabsteiger Chiangmai FC. Für Chiangmai absolvierte er 2020 vier Zweitligaspiele. Ende Dezember 2020 unterschrieb er einen Vertrag beim Ligakonkurrenten Khon Kaen FC in Khon Kaen. Bis Saisonende absolvierte er zehn Zweitligaspiele für Khon Kaen. Zu Beginn der Saison 2021/22 unterschrieb er einen Vertrag beim ebenfalls in der zweiten Liga spielenden Customs Ladkrabang United FC. Für den Bangkoker Verein bestritt er 27 Zweitligaspiele. Ende Juli 2022 verpflichtete ihn der Zweitligist Phrae United FC.

## Erfolge
BG Pathum United FC
- Thailändischer Ligapokalfinalist: 2018